# Silence=Death 프로젝트

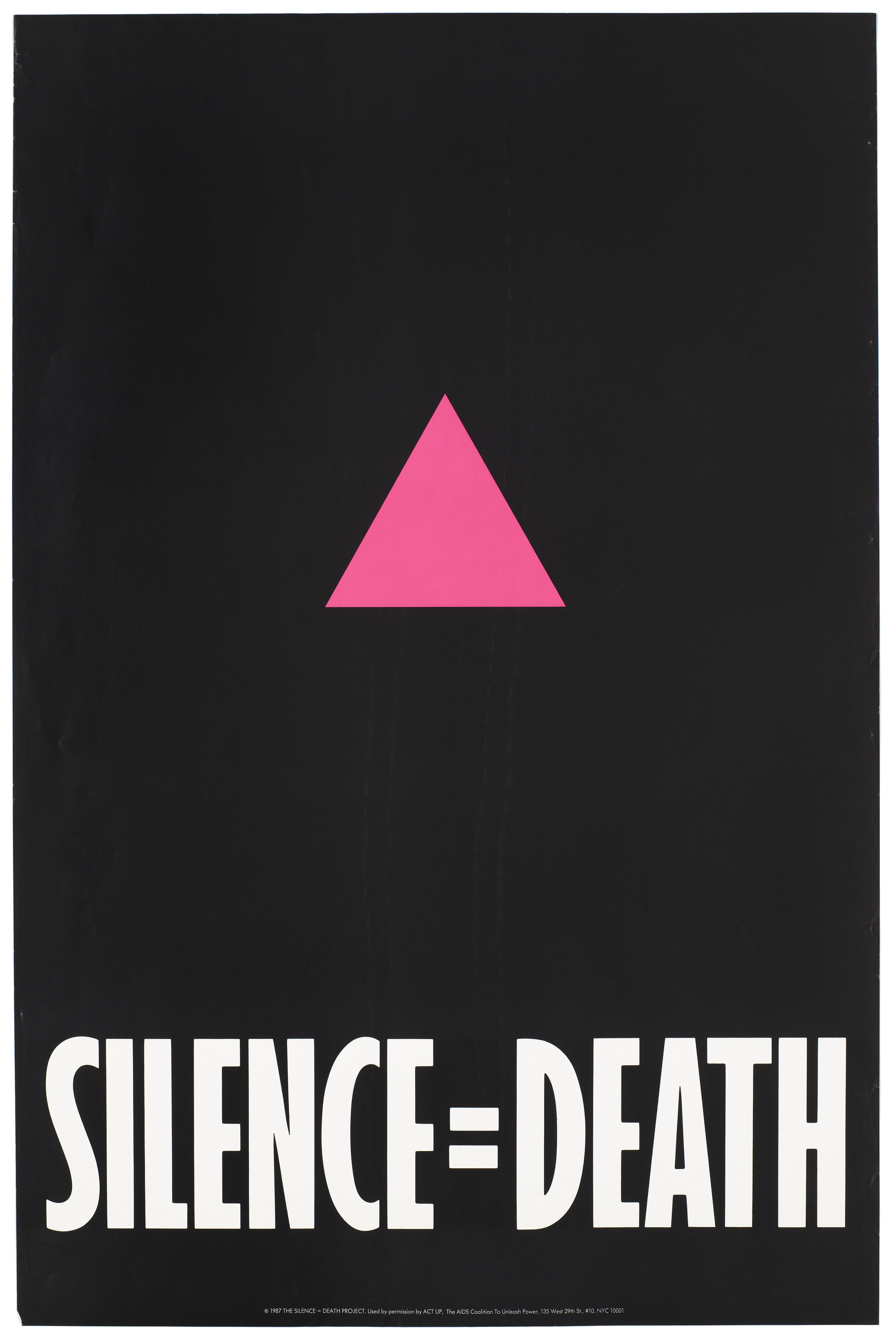
1987년의 Silence=Death 프로젝트 포스터

Silence=Death 프로젝트(침묵=죽음 프로젝트)는 에이브람 핀켈스타인, 브라이언 하워드, 올리버 존스턴, 찰스 크렐로프, 크리스 라이오네, 호르헤 소카라스 등의 단체가 시작한 프로젝트이다.

## 결성
1987년 에이즈 지원 단체인 에이브람 핀켈스타인은 침묵=죽음 프로젝트를 브라이언 하워드, 올리버 존스턴, 찰스 크렐로프, 크리스 라이오네, 호르헤 소카라스 등의 단체와 설립했다. 이 단체들의 토론은 순식간에 정치적 내용으로 번졌으며, 예술 노동자 연합(Art Workers Coalition)과 게릴라 걸스(Guerrilla Girls)가 만든 포스터에서 영감을 받은 이 단체들은 뉴욕시 곳곳에 붙일 포스터를 만들기로 결정했다. 사진이 필연적으로 배제되는 것을 거부한 단체들은 여러 청중에게 다가가기 위해 더 추상적인 것을 사용하기로 결정하였다. 결국 이 프로젝트에서 단체들은 1930년대와 1940년대 나치 독일의 동성애 박해와 관련된 것으로 알려진 제목 문구와 분홍색 삼각형을 사용하여 Silence=Death 포스터를 만들었다.
하지만 이 포스터의 첫 번째 인쇄 과정에서 포스터 하단의 문구가 다르게 인쇄되었는데, 정부의 조판사에게 텍스트가 전달될 때 "Centers"가 아닌 "Center for Disease Control"로 잘못 전달되었고, "Food and Drug Administration" 대신 "Federal Drug Administration"으로도 전달되었다. 또한 이 포스터는 액트 업이 결성되기 한 달이 조금 안되기 전인 1987년 3월 초에 거리에 붙여 있었다. 결국 단체들은 액트 업에게 이 포스터의 권리를 넘겼고, 액트 업은 문구를 올바르게 고쳐 인쇄하였다.

## 액트 업
Silence=Death 포스터는 액트 업에서 에이즈 전염병에 반대하는 활동가 캠페인의 중심 이미지로 사용되기도 하였다. 2017년, 포스터는 "Be Vigilant. Refuse. Resist"라는 새로운 문구를 넣어 게이 및 레즈비언 미술 박물관에 붙여졌다.

## 같이 보기
- 액트 업
- 래리 크레이머